# دیک کورپوریشن
دیک کورپوریشن (انگلیسی: DIC Corporation) شرکت صنایع شیمیایی ژاپنی است، که در سال ۱۹۰۸ تأسیس شد.